# كانتون بوسافينا
كانتون بوسافينا (بالبوسنية : Posavska županija) هو ثاني كانتونات اتحاد البوسنة والهرسك العشرة الذي يقع في البوسنة والهرسك، يعد أصغر كانتون ويبلغ عدد سكانه حوالي 150 ألف نسمة ومساحته 325 كم2 وعاصمته هي أوراسيي.

## جغرافيا
يقع كانتون بوسافينا بالقرب من الحدود مع كرواتيا بالقرب من نهر سافا الذي يشكل حدودا طبيعية بين البوسنة والهرسك وكرواتيا، أودزاك وأوراسيي-دومجوفيتش تشكلان اثنين اكسكلافجين اثنين لاتحاد البوسنة والهرسك.
بوسافينا هي منطقة تضم أجزاء أخرى من البوسنة والهرسك وأجزاء من كرواتيا، وبسبب ذلك يسمى هذا الكانتون في بعض الأحيان بوسنسكا بوسافينا (بوسافينا البوسنية) وهو الجزء الوحيد في شمال البوسنة بالقرب من الحدود مع كرواتيا الذي يقع في الاتحاد. بقية شمال البوسنة بالقرب من نهر سافا وبالقرب من الحدود هي منطقة بركو وجمهورية صرب البوسنة، منطقة بركو تقسم جمهورية جمهورية صرب البوسنة إلى جزئين.
موقع كانتون بوسافينا بالقرب من نهر سافا يجعله مكانا جيدا للزراعة لأنها أرض منخفضة ومسطحة وليس هناك أي الجبال في المنطقة، والأراضي كذلك في كل الحدود الشمالية مع كرواتيا، كونه مصدر الزراعة الكبير نهر سافا هو النهر الذي يتدفق عبر سلوفينيا وكرواتيا والبوسنة والهرسك وصربيا. تدفقه في البوسنة والهرسك عبر الحدود الشمالية يجعل ذلك حدودا طبيعية بين البوسنة والهرسك وكرواتيا.
بوسافينا تعني حرفيا «على طول سافا» في اللغة المحلية. نهر سافا هو أكبر نهر صالح للملاحة في البوسنة والهرسك. وتأتي الكثير من المواد الغذائية في كل من البوسنة والهرسك وكرواتيا من هذه المنطقة، ليس فقط بوسافينا البوسنية لكن كذلك بقية الحقول الخصبة على طول نهر سافا.

## ديموغرافيا
ينقسم الكانتون إلى 3 بلديات وهي:
| البلدية         | الجنسية | الجنسية | الجنسية | الجنسية | الجنسية | الجنسية | الجنسية | الجنسية | الإجمالي |
| البلدية         | كروات   | %       | صربيون  | %       | مسلمون  | %       | آخرون   | %       | الإجمالي |
| --------------- | ------- | ------- | ------- | ------- | ------- | ------- | ------- | ------- | -------- |
| أودزاك          | 16,338  | 54.36   | 5,667   | 18.85   | 6,220   | 20.69   | 1,831   | 6.09    | 30,056   |
| أوراسيي         | 21,308  | 75.12   | 4,235   | 14.93   | 1,893   | 6.67    | 931     | 3.28    | 28,367   |
| دمالجفتش ساماتش | 4,598   | 98.02   | 26      | 0.55    | 7       | 0.15    | 60      | 1.28    | 4,691    |
| كانتون          | 42,224  | 66.90   | 9,928   | 15.73   | 8,113   | 12.85   | 2,822   | 4.47    | 63,114   |
| إحصـاء 1991     |         |         |         |         |         |         |         |         |          |

## روابط خارجية
- الموقع الرسمي